# Baturetno (Banguntapan)
Baturetno is een bestuurslaag in het regentschap Bantul van de provincie Jogjakarta, Indonesië. Baturetno telt 16.564 inwoners (volkstelling 2010).